# Avalokiteshvara

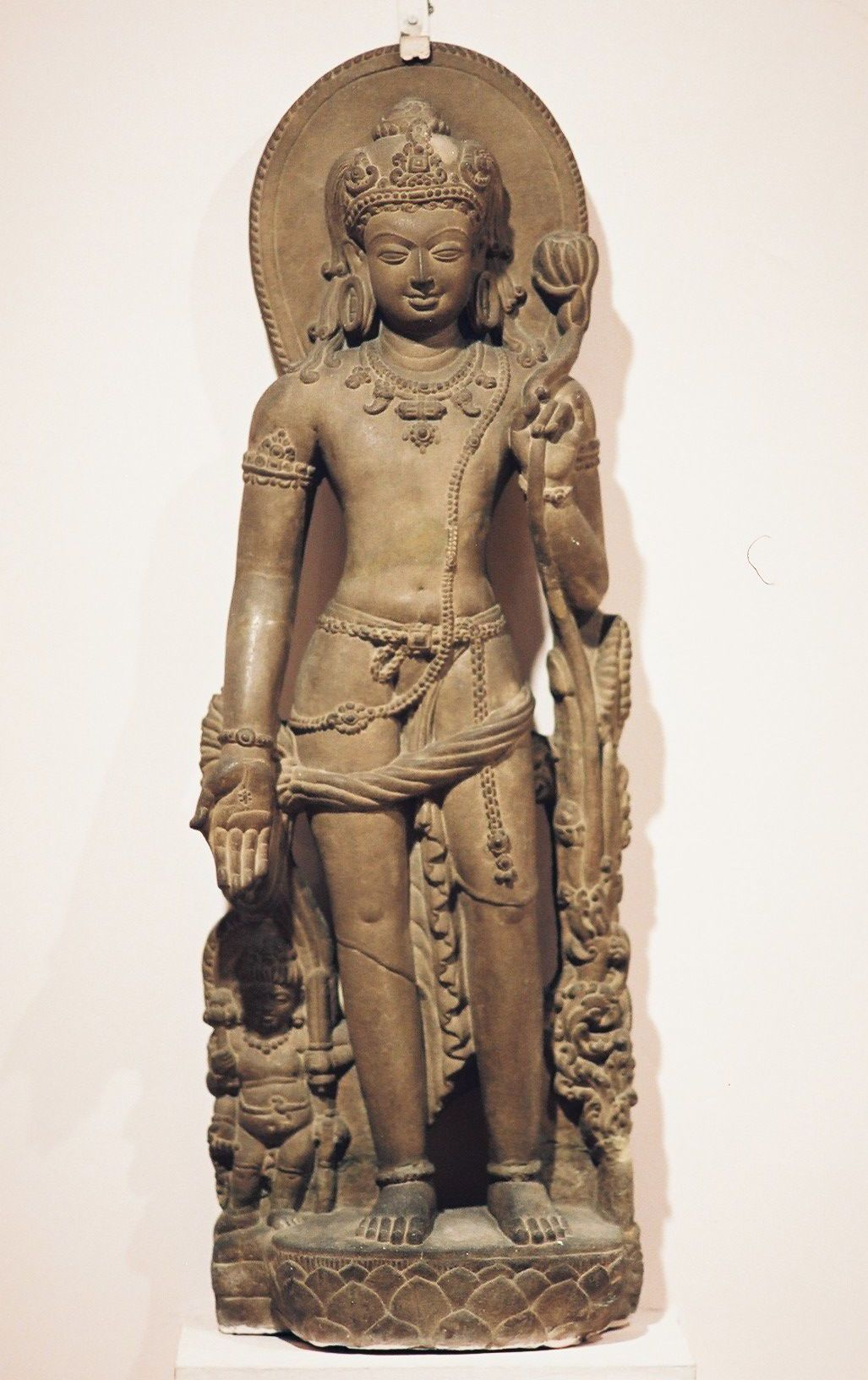
Staty av Avalokiteshvara, Nalanda, Bihar, Indien, 800-tal.

Avalokiteshvara (Sanskrit; "herre som blickar ner", tibetanska: སྤྱན་རས་གཟིགས་, Wylie: spyan ras gzigs, THL: Chenrézik) är en bodhisattva som personifierar medkänslan hos alla buddhor. Avalokiteshvara beskrivs och avbildas som antingen man eller kvinna. I kinesisk buddhism har Avalokiteshvara blivit Guanyin, och i japansk buddhism Kannon.
Avalokiteshvara är en ledslagare till buddhan Amitabha.

## Ursprung
Lotussutran anses generellt sett vara den tidigaste buddhistiska skriften som talar om Avalokiteshvara. Kapitel 25 av lotussutran är tillägnat Avalokiteshvara. Kapitlet beskriver honom som en bodhisattva med mycket stark medkänsla, som hör medvetna varelsers gråt och hjälper dem som säger hans namn. Totalt 33 olika manifestationer av Avaloikiteshvara beskrivs i kapitlet, inklusive kvinnliga sådana. Utöver Lotussutran är Avalokiteshvara också med i bland annat Hjärtsutran, Kāraṇḍavyūha sūtra, Nīlakaṇṭha dhāraṇī sutra, med flera.
När den kinesiske munken Faxian reste till Mathura i Indien omkring år 400, skrev han om munkar som gav gåvor till Avalokiteshvara. När Xuanzang reste till Indien under 600-talet, såg han statyer av Avalokiteshvara som ärades av alla sorters människor: kungar, munkar och lekmän. Avalokiteshvara förblev populär ända tills muslimer invaderade Indien och förstörde buddhistiska kloster.

### Theravada
Hängivelse till Avalokiteshvara har fortsatt till idag i Sri Lanka:
Förr i tiden fanns både vajrayana och mahayana i några av de theravadiska länderna, men idag följer buddhister i Sri Lanka, Burma, Thailand, Laos och Kambodja nästan exklusivt theravada, baserat på palikanonen. Den enda mahayanafiguren som dyrkas av vanliga buddhister i theravadaländer är bodhisattvan Avalokiteshvara. I Sri Lanka är han känd som Natha-deva och misstas av majoriteten för nästa buddha, Maitreya. En staty av Avalokiteshvara hittas ofta i altarrummet nära en avbildning av Buddha.

## Mantran
Mahayanabuddhismen relaterar Avalokiteshvara till mantrat om mani padme hum. Kopplingen mellan detta kända mantra och Avalokiteshvara görs för första gången i Karandavyuha sutra, en text som dateras mellan sent 300-tal och tidig 400-tal. Detta mantra sägs bland annat kunna leda till att utövaren blir befriad från återfödelse i lägre världar (exempelvis helveten), och kan istället återfödas i Sukhavati.

## Avalokiteshvara i vajrayana
Avalokiteshvara betraktas inom vajrayanas tantriska skrifter som en buddha.
I tibetansk buddhism sägs Tara ha kommit till genom en enda tår från Avalokiteshvara. I en annan version av historien som berättar om denna händelse, kommer Tara från Avalokiteshvaras hjärta. I båda versionerna är det dock Avalokiteshvaras medkänsla som gör att Tara blir till.

## Legender om Avalokiteshvara
I en legend som är populär i Tibet sägs det att Avalokiteshvara bevittnade omätbart många medvetna varelser som återföddes i lägre världar (exempelvis helveten) och till följd av detta blev så illa berörd av denna syn att han avsade sig sina bodhisattvalöften. Detta ledde till att hans kropp och huvud splittrades i tusen bitar, varefter Amitabha mirakulöst samlade ihop dessa bitar och återskapade Avalokiteshvara, men nu med elva ansikten och tusen händer. Därefter satte sig Amitabha ovanpå Avalokiteshvaras huvud och sade att dessa händer var händerna av tusen universala kejsare, och ögonen i varje hand är ögon från tusen buddhor. Avbildandet av Amitabha ovanpå Avalokiteshvaras huvud är vanligt i tibetanska målningar och skulpturer av den tusenarmade Avalokiteshvara.
I en annan legend, en antik tibetansk sådan, sägs det att Avalokiteshvara yttrade en önskan om att omvandla det demoniserade landet Tibet till ett rent buddhafält. Avalokiteshvara mottog kraft från Amitabha för detta, och i Avalokiteshvaras försök att förverkliga detta tog han exempelvis form som en apa och förhindrade att ett stentroll skulle skada tibetanerna. Vidare anses Avalokiteshvara vara en skyddspatron för Tibet, och samtliga Dalai Lama anses vara emenationer av Avalokiteshvara.

## Galleri

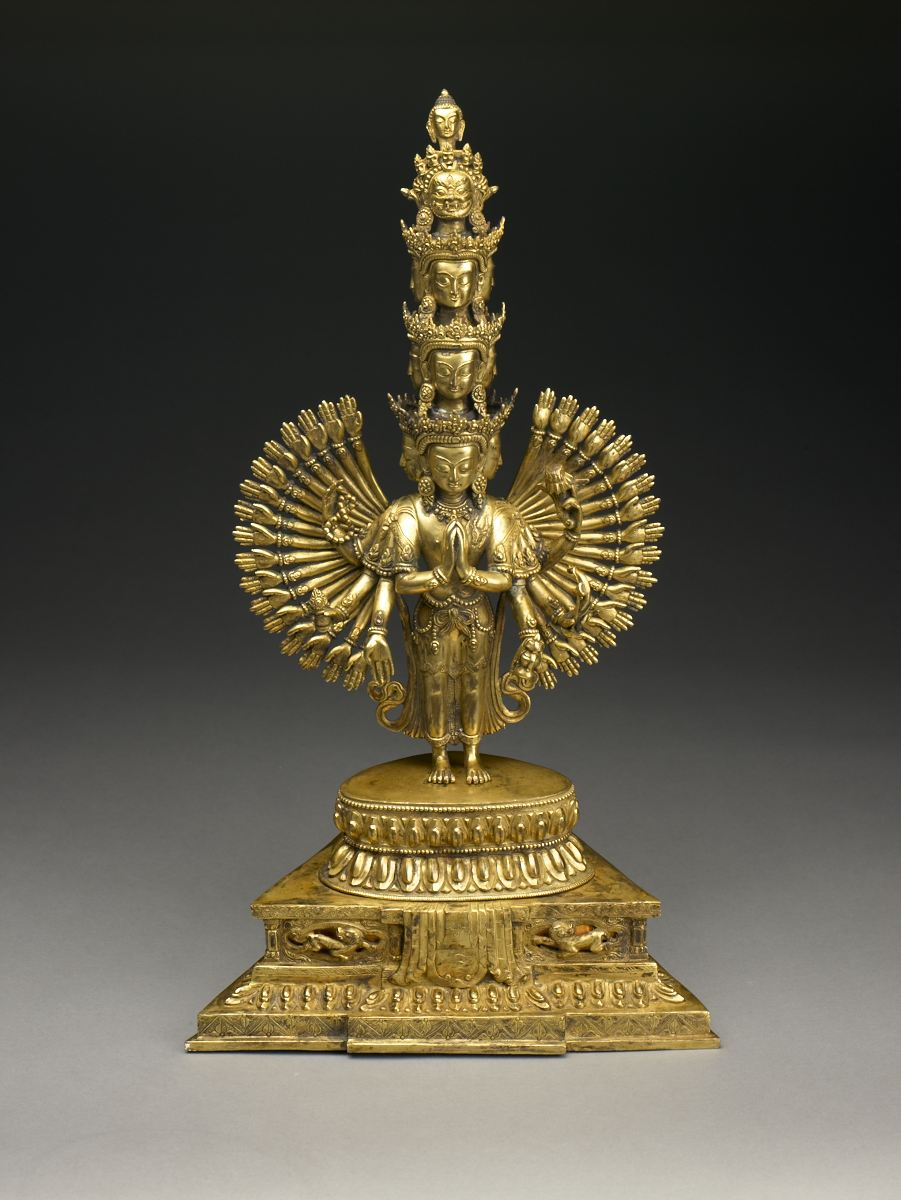
Tusenarmad Avalokiteshvara från Tibet, ca 1750
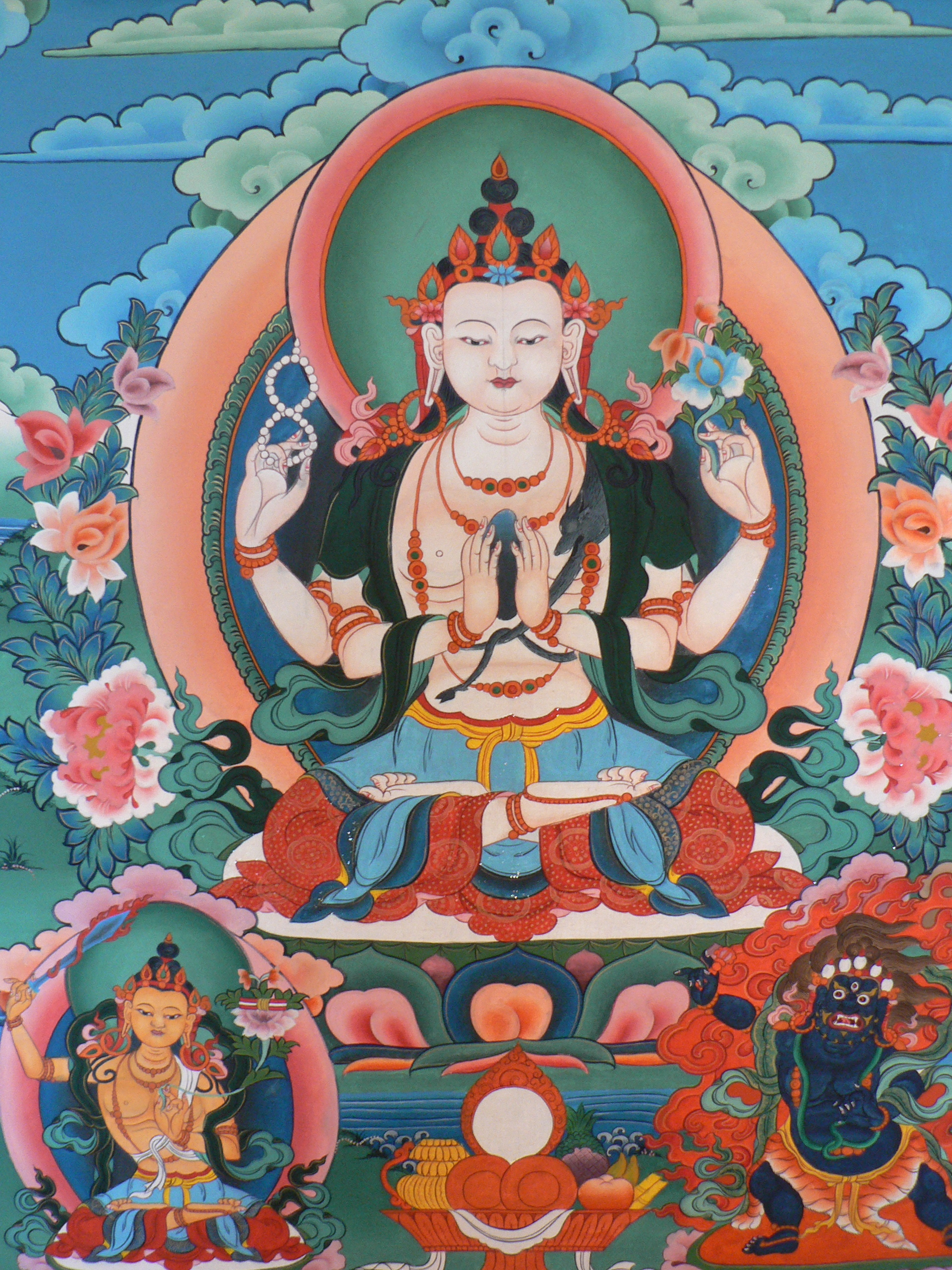
Tibetansk målning av Avalokiteshvara, med fyra armar.
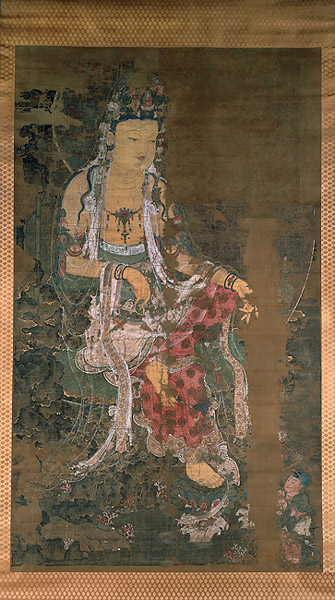
Koreansk målning av Avalokiteshvara

### Källhänvisningar
- Halkias, Georgios (2013) (på engelska). Luminous Bliss: A Religious History of Pure Land Literature in Tibet : with an Annotated English Translation and Critical Analysis of the Orgyan-gling Gold Manuscript of the Short Sukhavativyuha-sutra. University of Hawaiʻi Press. sid. 4. ISBN 9780824835903

|  | Buddhism-portalen |